# Erik Hell
Erik Hell, född 11 augusti 1911 i Kalliokoski, Nylands län, död 11 mars 1973 i Solna församling, var en svensk skådespelare.

## Biografi
Hell var glasbruksarbetare vid Emmaboda glasbruk innan han gick Dramatens elevskola 1939–1942. Därefter var han engagerad vid Dramaten fram till 1943. Perioden 1959–1963 var han engagerad vid stadsteatrarna i Norrköping och Linköping. Han engagerades åter vid Dramaten 1966 och kom att bli kvar där till 1971. 
Hell filmdebuterade 1940 i Alf Sjöbergs Den blomstertid ... med en mindre roll. Han kom senare att medverka i ett 70-tal film- och TV-produktioner. 
Han var 1954–1960 gift med författaren Majken Cullborg (1920–2006)  och från 1960 till sin död var han gift med skådespelaren Öllegård Wellton (1932–1991). Han var far till skådespelaren Krister Hell.
Erik Hell är gravsatt i minneslunden på Solna kyrkogård.

## Filmografi i urval
- 1940 – Den blomstertid ...
- 1941 – Snapphanar
- 1942 – Himlaspelet
- 1942 – Gula kliniken
- 1942 – Rid i natt!
- 1943 – Det brinner en eld
- 1944 – Klockan på Rönneberga
- 1944 – Kungajakt
- 1944 – Lev farligt
- 1944 – Den osynliga muren
- 1945 – Oss tjuvar emellan eller En burk ananas
- 1946 – Ballongen
- 1946 – Barbacka
- 1946 – Pengar – en tragikomisk saga
- 1946 – När ängarna blommar
- 1947 – Det vackraste på jorden
- 1947 – Skepp till Indialand
- 1947 – Det kom en gäst
- 1948 – På dessa skuldror
- 1948 – Hamnstad
- 1949 – Människors rike
- 1949 – Stora Hoparegränd och himmelriket
- 1951 – Kranes konditori
- 1951 – Sköna Helena
- 1951 – Hon dansade en sommar
- 1952 – Ubåt 39
- 1953 – Göingehövdingen
- 1953 – Det var dans bort i vägen
- 1953 – För min heta ungdoms skull
- 1954 – Storm över Tjurö
- 1954 – Salka Valka
- 1956 – Häxan
- 1957 – En drömmares vandring
- 1959 – Ryttare i blått
- 1961 – Pärlemor
- 1961 – Ljuvlig är sommarnatten
- 1962 – Nils Holgerssons underbara resa
- 1963 – Det är hos mig han har varit
- 1964 – 491
- 1965 – Jag – en kvinna
- 1965 – Nattcafé
- 1965 – Morianerna
- 1966 – Ön
- 1967 – Den onda cirkeln
- 1967 – "Tofflan" - en lycklig komedi
- 1967 – Mördaren – en helt vanlig person
- 1968 – Komedi i Hägerskog
- 1968 – Vindingevals
- 1968 – Carmilla
- 1969 – En passion
- 1970 – Reservatet
- 1970 – Ann och Eve – de erotiska

## TV-produktioner i urval
- 1964 – Henrik IV
- 1965 – Hans nåds testamente
- 1965 – Bödeln
- 1965 – Gustav Vasa
- 1966 – Woyzeck
- 1966 – Doktor Knock
- 1966 – Asmodeus
- 1967 – Fadren
- 1969 – Riten
- 1970 – Reservatet
- 1972 – Magnetisören
- 1973 – Kvartetten som sprängdes (TV-serie)
- 1974 – Karl XII

## Teater

### Roller
| År   | Roll                               | Produktion                                               | Regi                | Teater                           |
| ---- | ---------------------------------- | -------------------------------------------------------- | ------------------- | -------------------------------- |
| 1939 | Pellerin, polis                    | Nederlaget Nordahl Grieg                                 | Svend Gade          | Dramaten                         |
| 1940 | Whit                               | Möss och människor John Steinbeck                        | Alf Sjöberg         | Dramaten                         |
| 1940 | Vaktposten                         | Den lilla hovkonserten Toni Impekoven och Paul Verhoeven | Rune Carlsten       | Dramaten                         |
| 1941 | Förste poliskonstapeln             | Vi skiljas Victorien Sardou och Émile de Najac           | Alf Sjöberg         | Dramaten                         |
| 1942 | 71 5/33 Landin, servismanskap nr 2 | Beredskap Gunnar Ahlström                                | Alf Sjöberg         | Dramaten                         |
| 1942 | Förste arbetskarlen                | Ut till fåglarna George S. Kaufman och Moss Hart         | Alf Sjöberg         | Dramaten                         |
| 1947 |                                    | Jag ska låta höra av mig Brita von Horn                  | Ellen Isefiær       | Dramatikerstudion                |
| 1949 | John Blom                          | De fem fåglarna Staffan Tjerneld                         | Björn Berglund      | Blancheteatern                   |
| 1950 | Simon                              | Simon trollkarlen Tore Zetterholm                        | Ingrid Luterkort    | Helsingborgs stadsteater         |
| 1950 | Munken                             | Vävaren i Bagdad Hjalmar Bergman                         | Keve Hjelm          | Helsingborgs stadsteater         |
| 1959 | Kristoffer                         | Thermopyle H.C. Branner                                  | John Zacharias      | Norrköping-Linköping stadsteater |
| 1959 | Alleluia                           | Frestelse Jacques Deval                                  | John Zacharias      | Norrköping-Linköping stadsteater |
| 1960 | Ejlert Løvborg                     | Hedda Gabler Henrik Ibsen                                | Rune Carlsten       | Norrköping-Linköping stadsteater |
| 1960 | Jerry Ryan                         | Två på gungbrädet William Gibson                         | Ingrid Luterkort    | Norrköping-Linköping stadsteater |
| 1960 | François Joseph Lefebvre           | Napoleons tvätterska Victorien Sardou och Émile Moreau   | John Zacharias      | Norrköping-Linköping stadsteater |
| 1960 | Frank                              | Det brinnande spjutet Tore Zetterholm                    | Lars Barringer      | Norrköping-Linköping stadsteater |
| 1960 | Hugo                               | Luftslott i Sverige Françoise Sagan                      | John Zacharias      | Norrköping-Linköping stadsteater |
| 1961 | Onkel Teodor                       | Dunungen Selma Lagerlöf                                  | Sture Ericson       | Norrköping-Linköping stadsteater |
| 1961 | Gästen                             | Nattkyparen Vilhelm Moberg                               | John Zacharias      | Norrköping-Linköping stadsteater |
| 1961 | Petruccio                          | Så tuktas en hustyrann John Fletcher                     | Lars Barringer      | Norrköping-Linköping stadsteater |
| 1962 | Mike MacNamara                     | Hederligt folk Paul Vincent Carroll                      | Bertil Norström     | Norrköping-Linköping stadsteater |
| 1962 | Jean                               | Fröken Julie August Strindberg                           | John Zacharias      | Norrköping-Linköping stadsteater |
| 1962 | Läraren                            | Andorra Max Frisch                                       | Lars Barringer      | Norrköping-Linköping stadsteater |
| 1962 | Georg                              | Loppmarknad Tore Zetterholm och Olle Adolphson           | John Zacharias      | Norrköping-Linköping stadsteater |
| 1963 | Claudius                           | Hamlet William Shakespeare                               | Lars Barringer      | Norrköping-Linköping stadsteater |
| 1965 | Majoren                            | Episod i Vichy Arthur Miller                             | Lars-Levi Læstadius | Stockholms stadsteater           |
| 1965 | Direktören                         | Tokiga grevinnan Jean Giraudoux                          | Frank Sundström     | Stockholms stadsteater           |
| 1969 | Ivan Romanovitj Tjebutykin         | Tre systrar (Три сeстры, Tri sestry) Anton Tjechov       | Keve Hjelm          | Dramaten                         |
| 1970 | Stenhuggarn                        | Brända tomten August Strindberg                          | Alf Sjöberg         | Dramaten                         |
| 1971 | Axel Larsson                       | Sol, vad vill du mig? Birger Norman                      | Ingvar Kjellson     | Dramaten                         |

## Radioteater
| År   | Roll        | Produktion                                 | Regi        |
| ---- | ----------- | ------------------------------------------ | ----------- |
| 1951 | Fredriksson | Hillman & Son: Oskrivet blad Folke Mellvig | Lars Madsén |